# Hahn Mihály
Hahn Mihály, Michael Hahn (19. század) császári és királyi al-adófelügyelő Pest vármegyében, később adófelügyelő Arad vármegyében (1859.)

## Munkái
- Die directen Steuern Oesterreichs. Vollständiges alphabetisches Nachschlagebuch der neusten und noch in Anwendung stehenden älteren Steuergesetze. Wien, 1852.
- A helység jegyzője hivatásában mint a község hivatalnoka s tanácsadója... Pest, 1854. (Magyar és német szöveggel.)
- Gyakorlati tanácsadó adó- és illetéki ügyekben. Pest, 1854-56. (Hat füzet, magyar és német szöveggel.)
- Historisch-topographisch-statistische Beiträge zur Kenntniss des heutigen Ungarns. Mit einer Landkarte. Pest, 1855.
- Oesterreichisches Gesetz-Lexikon. Eine encyklopaedische Darstellung der gesammten österreichischen Staatsgesetzgebung... Pest, 1856.
- Das Zoll- und Steuerwesen und die finanziellen Ergebnisse der verschiedenen Zoll- und Steuer-Systeme aller Staaten der Erde zusammen verglichen. I. Buch. Die Zölle von Österreich und Frankreich. Pest, 1856.
- Handbuch für den Adel und für Ordensritter, für alle mit Decorationen und Auszeichnungen betheilte Personen, dann für k. k. Militärs. Beamte und Geistliche in Adels- und Ordensangelegenheiten. Pest, 1856.
- Handbuch für den praktischen Dienst der Gemeinde-Vorstände u. Kommunal-Magistrate. Arad 1858.